# 千歳川 (神奈川県・静岡県)
千歳川（ちとせがわ）は、箱根南部に発して、静岡（熱海市）・神奈川（湯河原町）県境に沿って流れて、相模湾にそそぐ二級河川である。

## 概要
千歳川は箱根南部に発して東へ流れ、途中神奈川県足柄下郡湯河原町で藤木川が合流して、国道135号の千歳橋付近（北緯35度08分31秒 東経139度06分38秒 / 北緯35.1418402度 東経139.11056836度座標: 北緯35度08分31秒 東経139度06分38秒 / 北緯35.1418402度 東経139.11056836度）で相模湾にそそぐ。

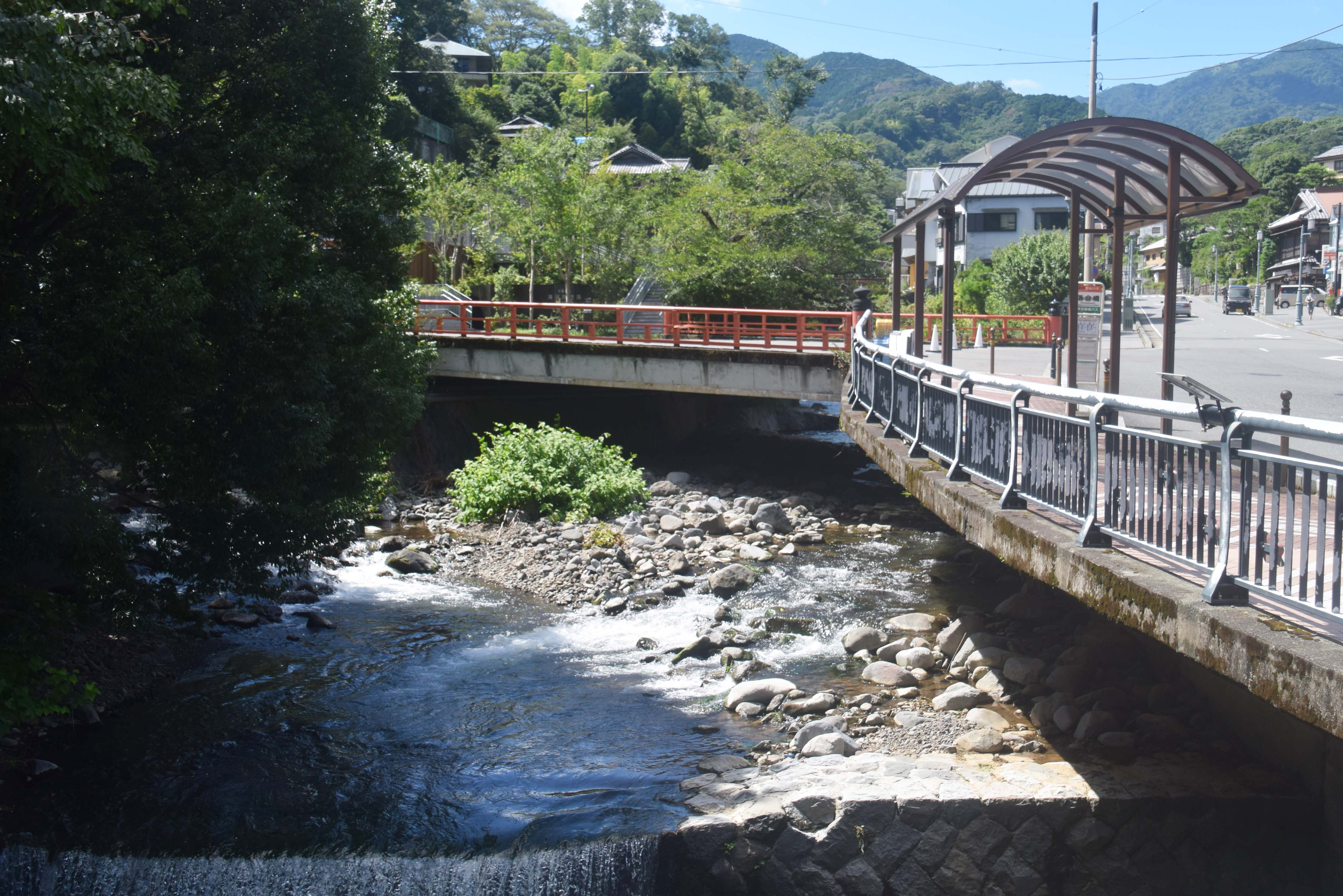
湯河原温泉街で、藤木川が左岸から合流。
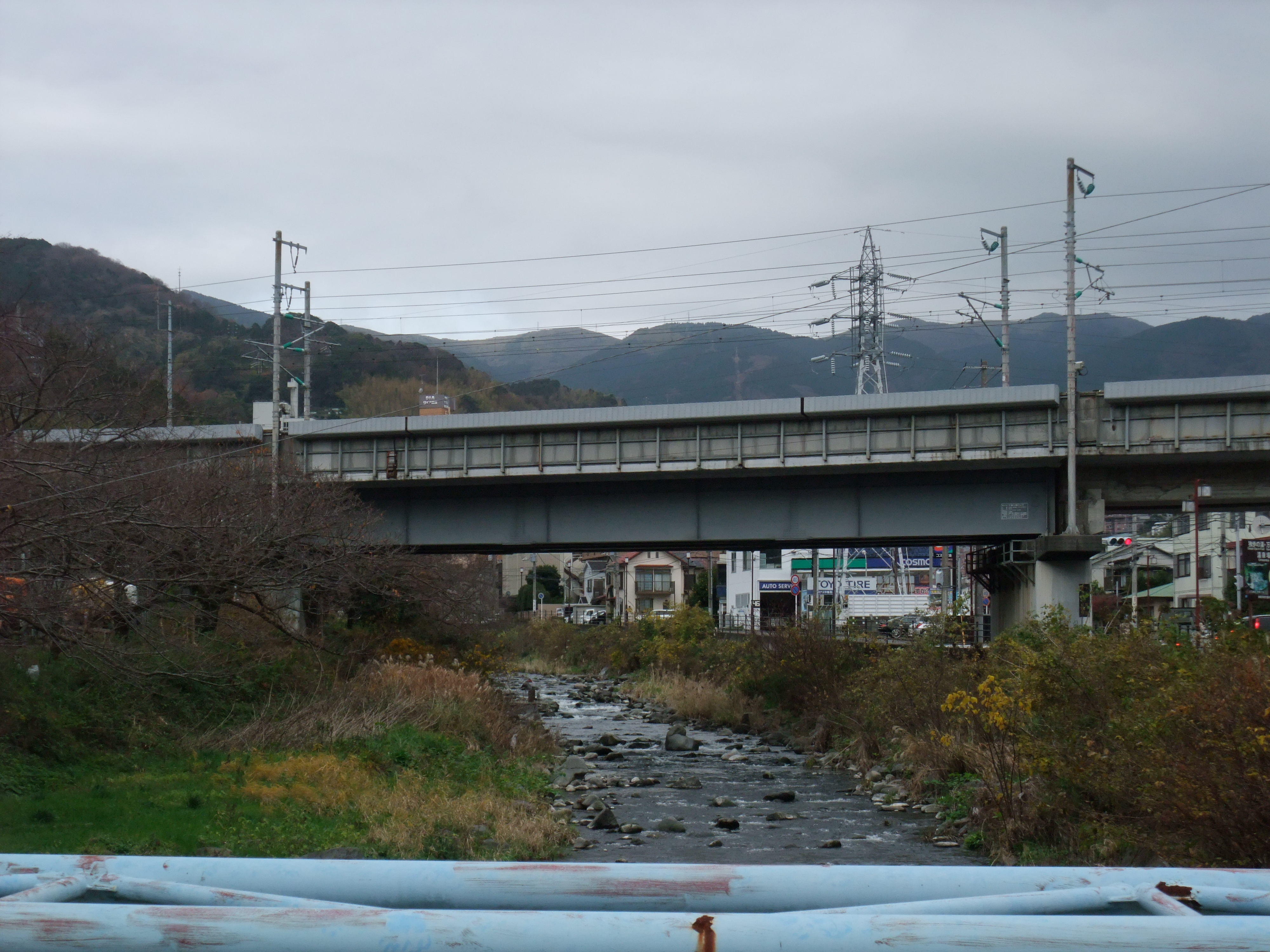
東海道新幹線の橋

## 支流
おもな支流には藤木川があり、湯河原温泉街の万葉橋・落合橋（宮上567-8付近）で左岸から合流する。藤木川に沿っては、神奈川県道75号湯河原箱根仙石原線に続いて湯河原パークウェイが湯河原峠へ向かって走っており、藤木川およびその支流関係では、だるま滝・不動滝・五段の滝などの名所がある。